# جورج كالدويل (رجل أعمال)
جورج كالدويل (بالإنجليزية: George Caldwell)‏ هو شخصية أعمال أمريكي، ولد في 24 أغسطس 1892 في أبفيل في الولايات المتحدة، وتوفي في 12 مارس 1966 في باتون روج في الولايات المتحدة.